# Liste der Fahnenträger der Olympischen Sommerspiele 1960

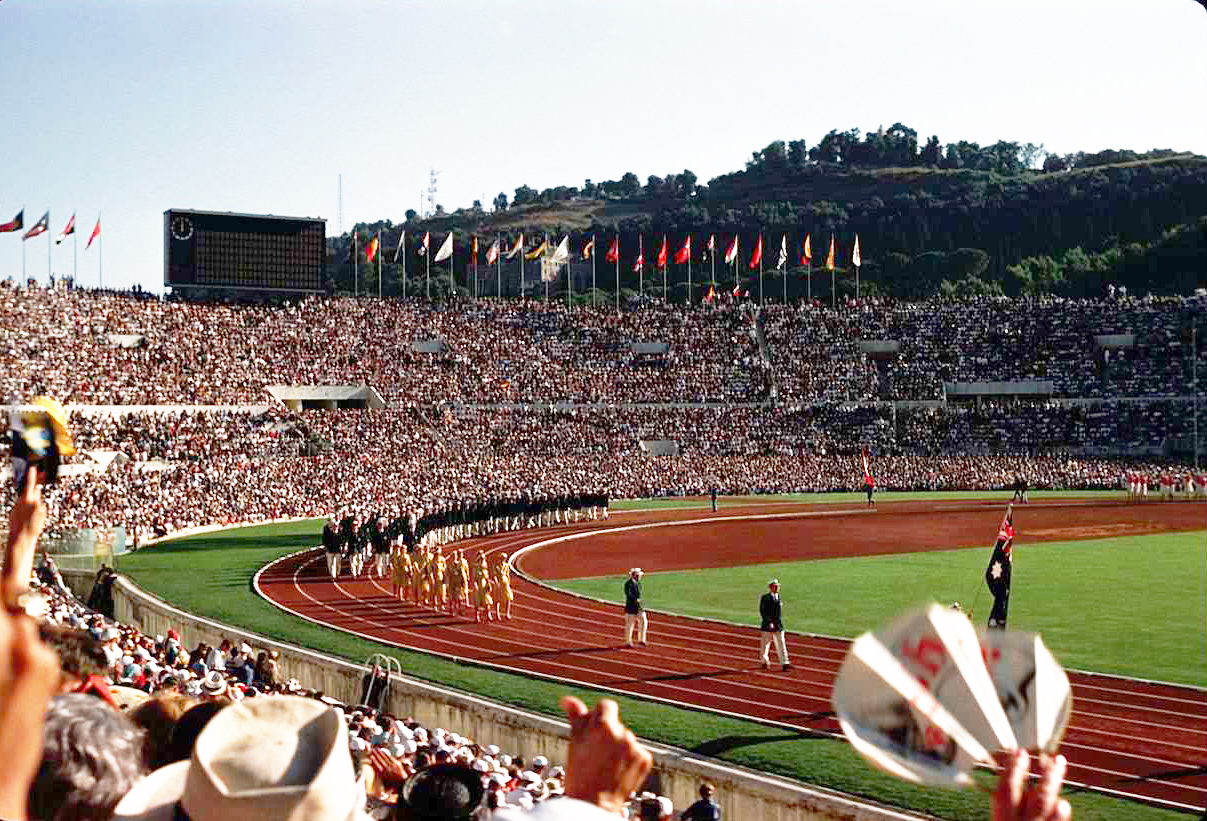
Einmarsch der Nationen

Die Liste der Fahnenträger der Olympischen Sommerspiele 1960 führt die Fahnenträger bei der Eröffnungsfeier auf.
Beim Einmarsch der Nationen zogen Athleten aller teilnehmenden Länder in das Olympiastadion von Rom ein. Bei der Eröffnungsfeier wurden die einzelnen Teams von einem Fahnenträger aus den Reihen ihrer Sportler oder Offiziellen angeführt, der entweder von ihrem jeweiligen Nationalen Olympischen Komitee (NOK) oder von den Athleten selbst bestimmt wurde.

## Reihenfolge
Der griechischen Mannschaft wurde traditionell der Platz an vorderster Stelle gewährt, ein Sonderstatus, der aus der Ausrichtung der antiken und ersten Spiele der Moderne in Griechenland herrührt. Italien marschierte als Gastgebernation zuletzt ein. Die anderen Länder betraten das Stadion in alphabetischer Reihenfolge in der Sprache der Gastgebernation, in diesem Fall also Italienisch. Diese Reihenfolge entspricht sowohl der Tradition als auch den Statuten des Internationalen Olympischen Komitees (IOK).

## Liste der Fahnenträger
Nachfolgend führt eine Liste die Fahnenträger der Eröffnungsfeier aller teilnehmenden Nationen auf, sortiert nach der Abfolge ihres Einmarsches. Die Liste ist zudem sortierbar nach ihrem Staatsnamen, nach Mannschaftskürzel, nach Anzahl der Athleten, nach dem Nachnamen des Fahnenträgers und dessen Sportart.

### Nach Nationen
| Abfolge | Nationalmannschaft            | Italienischer Name     | Kürzel | Athleten | Fahnenträger                | Sportart           |
| ------- | ----------------------------- | ---------------------- | ------ | -------- | --------------------------- | ------------------ |
| 1       | Griechenland                  | Grecia                 | GRE    | 48       | Konstantin II.              | Segeln             |
| 2       | Afghanistan                   | Afghanistan            | AFG    | 12       |                             |                    |
| 3       | Westindische Föderation       | Antille                | ANT    | 13       |                             |                    |
| 4       | Niederländische Antillen      | Antille Olandesi       | ATO    | 5        |                             |                    |
| 5       | Argentinien                   | Argentina              | ARG    | 91       | Christina Hardekopf         | Schwimmen          |
| 6       | Australien                    | Australia              | AUS    | 189      | Jock Sturrock               | Segeln             |
| 7       | Österreich                    | Austria                | AUT    | 103      | Herbert Wiedermann          | Kanu               |
| 8       | Bahamas                       | Bahamas                | BAH    | 13       |                             |                    |
| 9       | Belgien                       | Belgio                 | BEL    | 101      | André Nelis                 | Segeln             |
| 10      | Bermuda                       | Bermuda                | BER    | 9        | Chummy Hayward              | Offizieller        |
| 11      | Birma                         | Birmania               | BIR    | 10       |                             |                    |
| 12      | Brasilien                     | Brasile                | BRA    | 71       | Adhemar da Silva            | Leichtathletik     |
| 13      | Bulgarien                     | Bulgaria               | BUL    | 98       | Georgi Panow                | Basketball         |
| 14      | Kanada                        | Canada                 | CAN    | 85       | Carl Schwende               | Fechten            |
| 15      | Tschechoslowakei              | Cecoslovacchia         | CSV    | 116      | Jiří Kormaník               | Ringen             |
| 16      | Ceylon                        | Ceylon                 | CEY    | 5        |                             |                    |
| 17      | Chile                         | Cile                   | CIL    | 9        | Marlene Ahrens              | Leichtathletik     |
| 18      | Kolumbien                     | Colombia               | COL    | 16       | Emilio Echeverri            | Fechten            |
| 19      | Südkorea                      | Corea                  | COR    | 35       |                             |                    |
| 20      | Kuba                          | Cuba                   | CUB    | 12       | José Yáñez                  | Ringen             |
| 21      | Dänemark                      | Danimarca              | DAN    | 100      | Benny Schmidt               | Moderner Fünfkampf |
| 22      | Äthiopien                     | Etiopia                | ETI    | 10       |                             |                    |
| 23      | Fidschi                       | Figi                   | FIG    | 2        |                             |                    |
| 24      | Philippinen                   | Filippine              | FIL    | 40       |                             |                    |
| 25      | Finnland                      | Finlandia              | FIN    | 117      | Eeles Landström             | Leichtathletik     |
| 26      | Republik China                | Formosa (Cina)         | RCF    | 28       |                             |                    |
| 27      | Frankreich                    | Francia                | FRA    | 237      | Christian d’Oriola          | Fechten            |
| 28      | Gesamtdeutsche Mannschaft     | Germania               | GER    | 292      | Fritz Thiedemann            | Reiten             |
| 29      | Ghana                         | Ghana                  | GHA    | 13       |                             |                    |
| 30      | Japan                         | Giappone               | GIA    | 161      | Takashi Ono                 | Turnen             |
| 31      | Großbritannien                | Gran Bretagna          | GRB    | 252      | Richard McTaggart           | Boxen              |
| 32      | Britisch-Guayana              | Guyana britannica      | GUA    | 5        |                             |                    |
| 33      | Haiti                         | Haiti                  | HAI    | 1        |                             |                    |
| 34      | Hongkong                      | Hong Kong              | HOK    | 4        |                             |                    |
| 35      | Indien                        | India                  | IND    | 45       |                             |                    |
| 36      | Indonesien                    | Indonesia              | INS    | 22       |                             |                    |
| 37      | Irak                          | Irak                   | IRK    | 21       |                             |                    |
| 38      | Iran                          | Iran                   | IRN    | 23       | Jafar Salmasi               | Offizieller        |
| 39      | Irland                        | Irlanda                | IRL    | 49       | Ron Delany                  | Leichtathletik     |
| 40      | Island                        | Islanda                | ISL    | 9        | Pétur Rögnvaldsson          | Leichtathletik     |
| 41      | Israel                        | Israele                | ISR    | 23       | Gideon Ariel                | Leichtathletik     |
| 42      | Jugoslawien                   | Jugoslavia             | JUG    | 116      | Radovan Radović             | Basketball         |
| 43      | Kenia                         | Kenya                  | KEN    | 27       |                             |                    |
| 44      | Libanon                       | Libano                 | LIB    | 19       |                             |                    |
| 45      | Liberia                       | Liberia                | LIE    | 4        |                             |                    |
| 46      | Liechtenstein                 | Liechtenstein          | LIC    | 5        | Alois Büchel                | Leichtathletik     |
| 47      | Luxemburg                     | Lussemburgo            | LUX    | 52       |                             |                    |
| 48      | Malaya                        | Malesia                | MAL    | 9        |                             |                    |
| 49      | Malta                         | Malta                  | MAT    | 10       | Christopher Dowling         | Schwimmen          |
| 50      | Marokko                       | Marocco                | MAR    | 47       |                             |                    |
| 51      | Mexiko                        | Messico                | MEX    | 70       | Pilar Roldán                | Fechten            |
| 52      | Monaco                        | Monaco                 | MON    | 11       |                             |                    |
| 53      | Nigeria                       | Nigeria                | NIG    | 12       |                             |                    |
| 54      | Norwegen                      | Norvegia               | NOR    | 40       | Sverre Strandli             | Leichtathletik     |
| 55      | Neuseeland                    | Nuova Zelanda          | NZE    | 37       | Leslie Mills                | Leichtathletik     |
| 56      | Niederlande                   | Paesi Bassi            | PBA    | 109      | Jan Willem van Erven Dorens | Hockey             |
| 57      | Pakistan                      | Pakistan               | PAK    | 44       | Muhammad Iqbal              | Leichtathletik     |
| 58      | Panama                        | Panama                 | PAN    | 6        |                             |                    |
| 59      | Peru                          | Perù                   | PER    | 31       |                             |                    |
| 60      | Polen                         | Polonio                | POL    | 185      | Teodor Kocerka              | Rudern             |
| 61      | Portugal                      | Portogallo             | POR    | 65       | Mário Quina                 | Segeln             |
| 62      | Puerto Rico                   | Porto Rico             | PRI    | 27       | Toñín Casillas              | Basketball         |
| 63      | Vereinigte Arabische Republik | Repubblica Araba Unita | RAU    | 74       |                             |                    |
| 64      | Rhodesien                     | Rhodesia               | RHO    | 14       |                             |                    |
| 65      | Rumänien                      | Romania                | ROM    | 98       | Alexandru Bizim             | Leichtathletik     |
| 66      | San Marino                    | San Marino             | SMA    | 9        |                             |                    |
| 67      | Singapur                      | Singapore              | SIN    | 5        |                             |                    |
| 68      | Spanien                       | Spagna                 | SPA    | 142      | Jaime Belenguer             | Turnen             |
| 69      | Vereinigte Staaten            | Stati Uniti d’America  | SUA    | 293      | Rafer Johnson               | Leichtathletik     |
| 70      | Südafrikanische Union         | Sudafrica              | SAF    | 55       | Manie van Zyl               | Ringen             |
| 71      | Sudan                         | Sudan                  | SUD    | 10       |                             |                    |
| 72      | Suriname                      | Suriname               | SUR    | 1        | Siegfried Esajas            | Leichtathletik     |
| 73      | Schweden                      | Svezia                 | SVE    | 139      | William Grut                | Offizieller        |
| 74      | Schweiz                       | Svizzera               | SVI    | 149      | August Hollenstein          | Schießen           |
| 75      | Thailand                      | Thailandia             | TAI    | 20       |                             |                    |
| 76      | Tunesien                      | Tunisia                | TUN    | 42       |                             |                    |
| 77      | Türkei                        | Turchia                | TUR    | 49       | Nuri Turan                  | Leichtathletik     |
| 78      | Uganda                        | Uganda                 | UGA    | 10       | Brian Bennie                | Boxen              |
| 79      | Ungarn                        | Ungheria               | UNG    | 184      | János Simon                 | Basketball         |
| 80      | Sowjetunion                   | URSS                   | URS    | 284      | Juri Wlassow                | Gewichtheben       |
| 81      | Uruguay                       | Uruguay                | URU    | 34       | Luis Aguiar                 | Rudern             |
| 82      | Venezuela                     | Venezuela              | VEN    | 36       | Rafael Romero               | Leichtathletik     |
| 83      | Vietnam, Republik             | Vietnam                | VIE    | 3        |                             |                    |
| 84      | Italien                       | Italia                 | ITA    | 280      | Edoardo Mangiarotti         | Fechten            |

### Nach Sportarten
| Sportart           | Nationen | Anzahl |
| ------------------ | --- | ------ |
| Basketball         | Bulgarien – Jugoslawien – Puerto Rico – Ungarn | 4      |
| Boxen              | Großbritannien – Uganda | 2      |
| Fechten            | Frankreich – Italien – Kanada – Kolumbien – Mexiko | 5      |
| Gewichtheben       | Sowjetunion | 1      |
| Hockey             | Niederlande | 1      |
| Kanu               | Österreich | 1      |
| Leichtathletik     | Brasilien – Chile – Finnland – Irland – Island – Israel – Liechtenstein – Neuseeland – Norwegen – Pakistan – Rumänien – Suriname – Türkei – Venezuela – Vereinigte Staaten | 15     |
| Moderner Fünfkampf | Dänemark | 1      |
| Reiten             | Gesamtdeutsche Mannschaft | 1      |
| Ringen             | Kuba – Südafrikanische Union – Tschechoslowakei | 3      |
| Rudern             | Polen – Uruguay | 2      |
| Schießen           | Schweiz | 1      |
| Schwimmen          | Argentinien – Malta | 2      |
| Segeln             | Australien – Belgien – Griechenland – Portugal | 4      |
| Turnen             | Japan – Spanien | 2      |
| Offizieller        | Bermuda – Iran – Schweden | 3      |
| unbekannt          | Afghanistan – Äthiopien – Bahamas – Birma – Britisch-Guayana – Ceylon – Fidschi – Haiti – Hongkong – Indien – Indonesien – Irak – Kenia – Libanon – Liberia – Luxemburg – Malaya – Marokko – Monaco – Niederländische Antillen – Nigeria – Panama – Peru – Philippinen – Republik China – Rhodesien – San Marino – Singapur – Sudan – Südkorea – Thailand – Tunesien – Vietnam, Republik – Vereinigte Arabische Republik – Westindische Föderation | 35     |